# City Hunter - Il film
City Hunter - Il film (城市獵人T, Sing si lip yanP) è un film del 1993 diretto da Wong Jing.
Film d'azione cinese con Jackie Chan protagonista, che traspone sul grande schermo le avventure dell'omonimo manga di Tsukasa Hōjō.

## Trama
Il detective privato Ryo Saeba e la sua assistente Kaori Makimura sono incaricati di ritrovare Kiyoko, la figlia di un ricco magnate dell'editoria, scappata di casa quando il padre le ha annunciato di volersi risposare; la ragazza, per nascondersi da Ryo, si rifugia in una boutique dove un cliente ci prova con lei; Kiyoko ne approfitta e gli sottrae i vestiti, dentro i quali c'è il biglietto per una crociera sulla nave Fuji Maru, e decide di salire a bordo.
Ryo la rintraccia e si imbarca clandestinamente, ignaro che a bordo ci sono anche Kaori con un nuovo (ed inetto) collega, la bella poliziotta Saeko Nogami con una collega, un abile giocatore d'azzardo capace di usare le carte come armi da lancio, e un gruppo di spietati terroristi dalle diverse nazionalità, comandati dal colonnello McDougal, un ex militare americano che ora lavora come bandito ma su larga scala. Il commando sequestra la nave e sceglie tra gli ostaggi i più ricchi per chiedere un riscatto; Ryo, che intanto ha dovuto evitare le guardie di sicurezza di bordo tentando inutilmente di rimediare del cibo, dovrà allearsi con Kaori, Saeko e il giocatore per sbarazzarsi dei terroristi tra mille gag e difficoltà; alla fine, quando una squadra d'assalto della polizia riprende il controllo della nave, Ryo sviene per la fame tra le braccia di Kiyoko.
Giorni dopo, il padre della ragazza vorrebbe combinare un matrimonio tra Ryo e Kiyoko, cosa che manda Kaori (intenta ad ascoltare dal telefono della segretaria) su tutte le furie; Ryo però rifiuta, sostenendo di non volersi legare ad una sola donna, perché gli piacciono tutte; poi corre dietro a Kaori per calmarla, ma viene interrotto da Saeko che lo stuzzica, e quando fa il cascamorto Kaori reagisce con la solita martellata.

## Distribuzione
Nel dicembre 2007 è uscito anche in lingua italiana per distribuzione DNC.